# Марк Плавцій Гіпсей
Марк Пла́вцій Гіпсе́й (лат. Marcus Plautius Ipseo; 2-а половина II століття до н. е.) — політичний діяч Римської республіки, консул 125 року до н. е.

## Життєпис
Походив із заможного плебейського роду Плавціїв. Був нащадком Гая Плавція Веннона Гіпсея, консула 341 року до н. е. Про батьків та особливостей життя Гіпсея немає практично ніяких відомостей. У 125 році до н. е. його обрали консулом, разом з Марком Фульвієм Флакком. У той час, як його колега вирушив до південної Франції, Марк Плавцій залишився в Римі слідкувати за порядком. Марк Плавцій Гіпсей відновив дію закону Ліцинія—Семпронія. Загалом його каденція пройшла мирно. Подальша доля невідома.

## Родина
Про дітей Гіпсея відомості замалі, але вважають, що його правнуком був Публій Плавцій Гіпсей, прихильник Гнея Помпея Великого.

## Правництво
За низкою відомостей Марк Плавцій Гіпсей був спеціалістом із цивільного права, займаючись не лише практикою й розробкою його теоретичних підвалин. Жодної доробки Плавція не збереглося дотепер.